# Zlatan Saracevic
Zlatan Saracevic (Yugoslavia, 27 de julio de 1956) es un atleta yugoslavo retirado especializado en la prueba de lanzamiento de peso, en la que consiguió ser medallista de bronce europeo en pista cubierta en 1981.

## Carrera deportiva
En el Campeonato Europeo de Atletismo en Pista Cubierta de 1981 ganó la medalla de bronce en el lanzamiento de peso, llegando hasta los 19.40 metros, tras el finlandés Reijo Ståhlberg (oro con 19.88 metros) y el francés Luc Viudès (plata con 19.41 metros).